# Marmota sibirica
La marmota siberiana o marmota de Siberia (Marmota sibirica) es una especie de roedor esciuromorfo de la familia Sciuridae. Se encuentra en el noreste de China, Rusia (Siberia, Tuvá, Transbaikalia) y Mongolia. Comparte hábitat con la marmota gris en el Macizo de Altái. La especie fue clasificada como en peligro de extinción por la UICN en 2008.

## Subespecies
- M. s. sibirica
- M. s. caliginosus

## Gastronomía
Esta especie de marmota se ha consumido durante siglos en la gastronomía de Mongolia y en particular en un plato local llamado boodog. La carne se cocina insertando piedras calientes, precalentadas en un fuego, en la cavidad abdominal de una marmota deshuesada. Luego se ata la piel para hacer una bolsa dentro de la cual se cocina la carne. La caza de marmotas para cocinar se realiza normalmente en otoño cuando los animales son más pesados ya que se están preparando para la hibernación